# Phocoena
Phocoena es un género de cetáceos odontocetos de la familia Phocoenidae, conocidos comúnmente como marsopas. Son pequeños cetáceos que suelen vivir en cerca de las costas. Su longitud varía, dependiendo de su especie, entre 1,5 y 2,5 m. Su coloración predominante es el gris.

## Taxonomía
El género Phocoena incluye cuatro especies.
| Género   | Especie (binomial)   | Nombres vulgares         |
| Phocoena | Phocoena phocoena    | Marsopa común            |
| Phocoena | Phocoena sinus       | Vaquita marina o cochito |
| Phocoena | Phocoena dioptrica   | Marsopa de anteojos      |
| Phocoena | Phocoena spinipinnis | Marsopa negra o espinosa |